# Farmington (New York)
Farmington è un comune (town) degli Stati Uniti d'America nella contea di Ontario nello Stato di New York. La popolazione era di 11,825 persone al censimento del 2010. Farmington si trova circa 25 miglia a sud-est di Rochester.

## Geografia fisica
Secondo lo United States Census Bureau, ha un'area totale di 39,4 miglia quadrate (102,2 km²).

## Storia
Farmington era parte dell'acquisto di Phelps e Gorham. La città venne fondata insieme alla contea nel 1789, e nello stesso anno iniziò la colonizzazione nella regione. Molti dei primi coloni erano quaccheri che provenivano dalla contea di Berkshire nel Massachusetts. Nel 1824, Arthur Power lasciò Farmington con i suoi due figli e insieme agli altri quaccheri fondarono una città chiamata anch'essa Farmington nel Michigan.

## Società

### Evoluzione demografica
Secondo il censimento del 2000, c'erano 11,825 persone.

### Etnie e minoranze straniere
Secondo il censimento del 2000, la composizione etnica della città era formata dal 96,53% di bianchi, l'1,02% di afroamericani, lo 0,26% di nativi americani, lo 0,94% di asiatici, lo 0,01% di oceanici, lo 0,26% di altre razze, e lo 0,97% di due o più etnie. Ispanici o latinos di qualunque razza erano l'1,21% della popolazione.